# Wallon-Cappel
Wallon-Cappel är en kommun i departementet Nord i regionen Hauts-de-France i norra Frankrike. Kommunen ligger i kantonen Hazebrouck-Nord som tillhör arrondissementet Dunkerque. År 2022 hade Wallon-Cappel 798 invånare.

## Befolkningsutveckling
Antalet invånare i kommunen Wallon-Cappel
| Referens: INSEE |